# NTV ETR 675 sorozat
Az NTV ETR 675 sorozat egy nagysebességű Bo'Bo' + Bo'Bo' + 2'2' + 2'2' + 2'2' + Bo'Bo' + Bo'Bo'  tengelyelrendezésű villamos motorvonat, melyet a francia Alstom gyártott 2015 és 2016 között az olasz Nuovo Trasporto Viaggiatori magántársaság részére. Legnagyobb sebességük 250 km/h és alkalmasak mind a 25 kV 50 Hz AC és a 3000 V DC áramrendszerek alatti közlekedésre is.
A motorvonatok 2017-től álltak forgalomba.

## Képgaléria

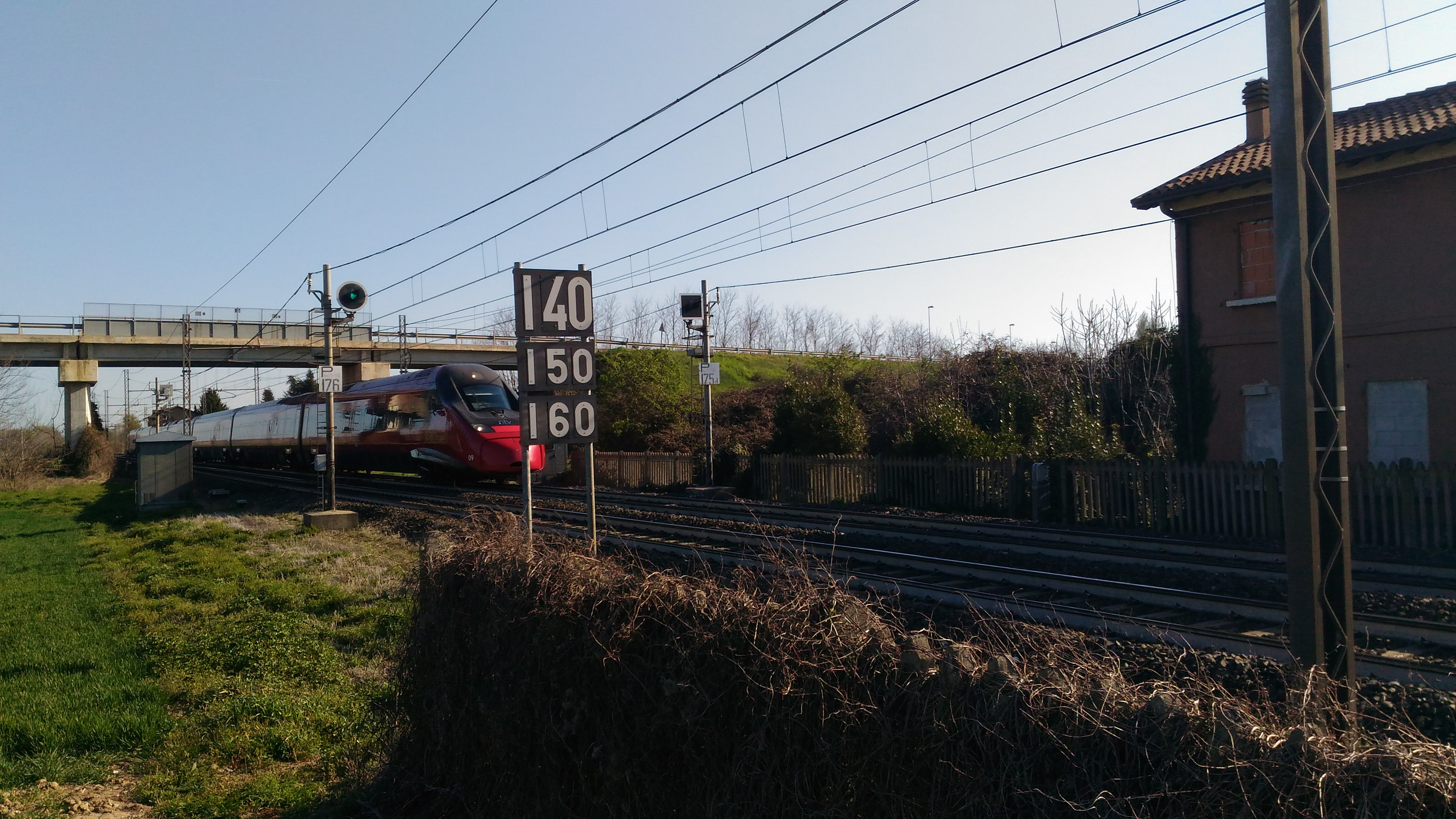
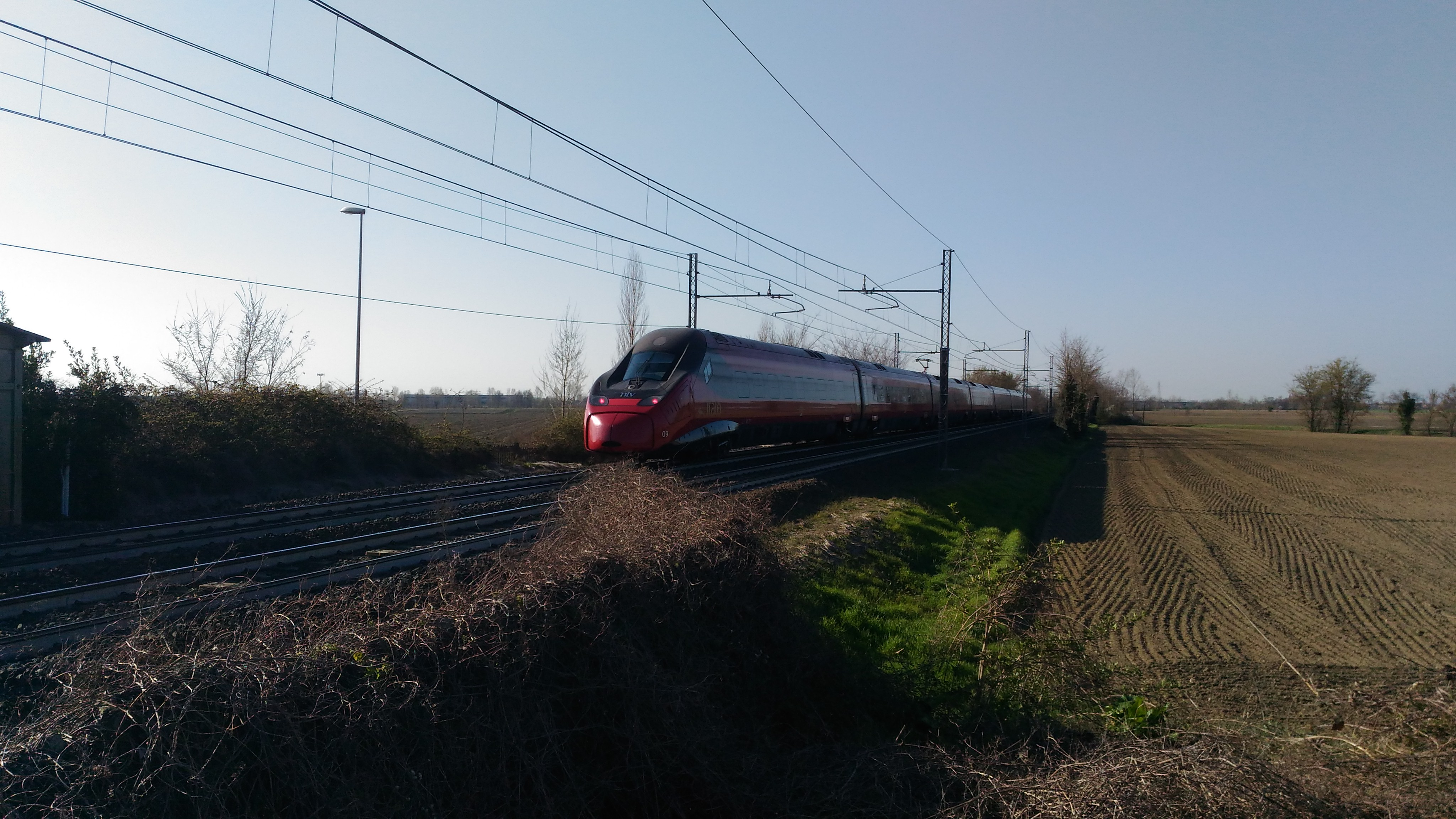
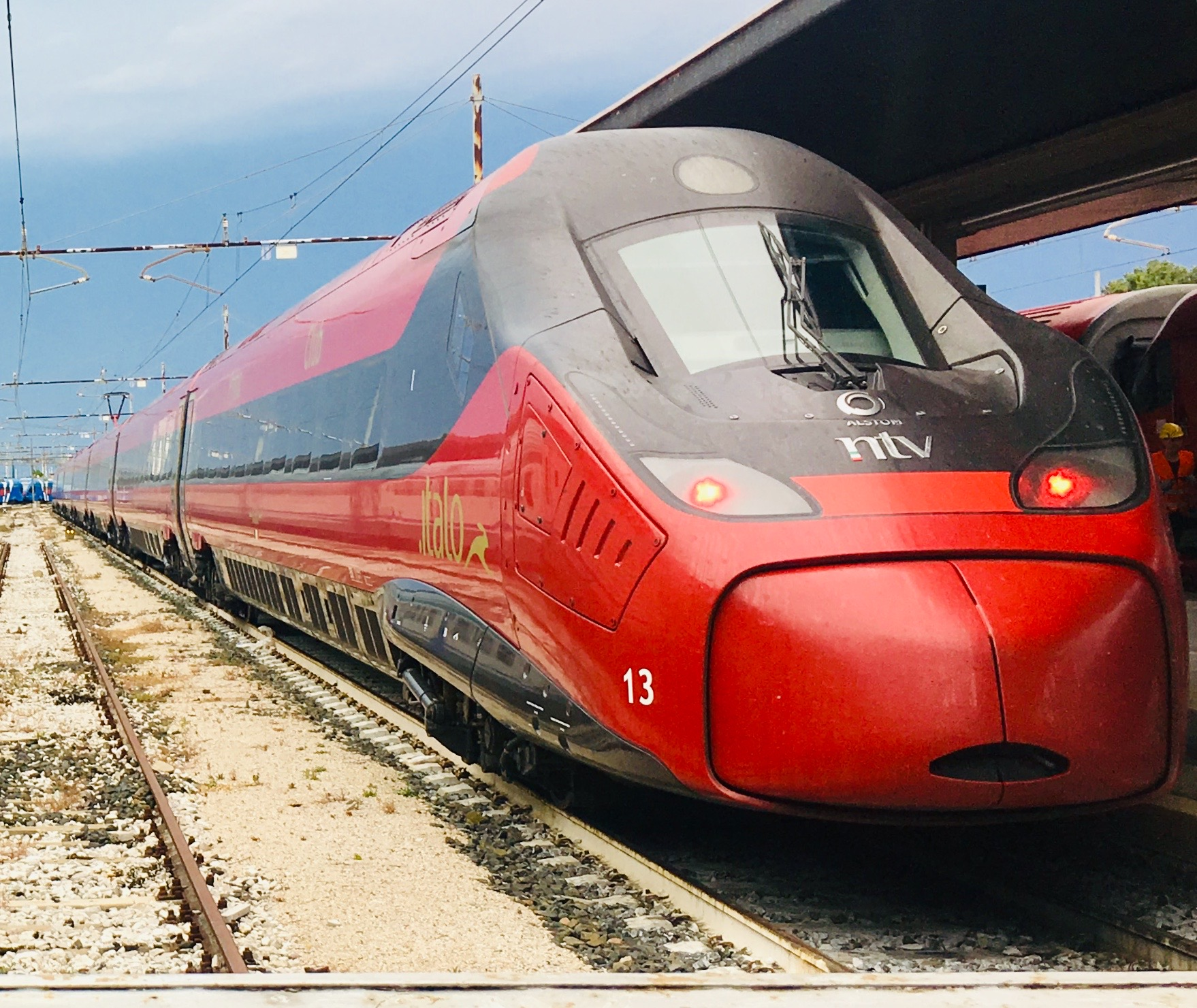
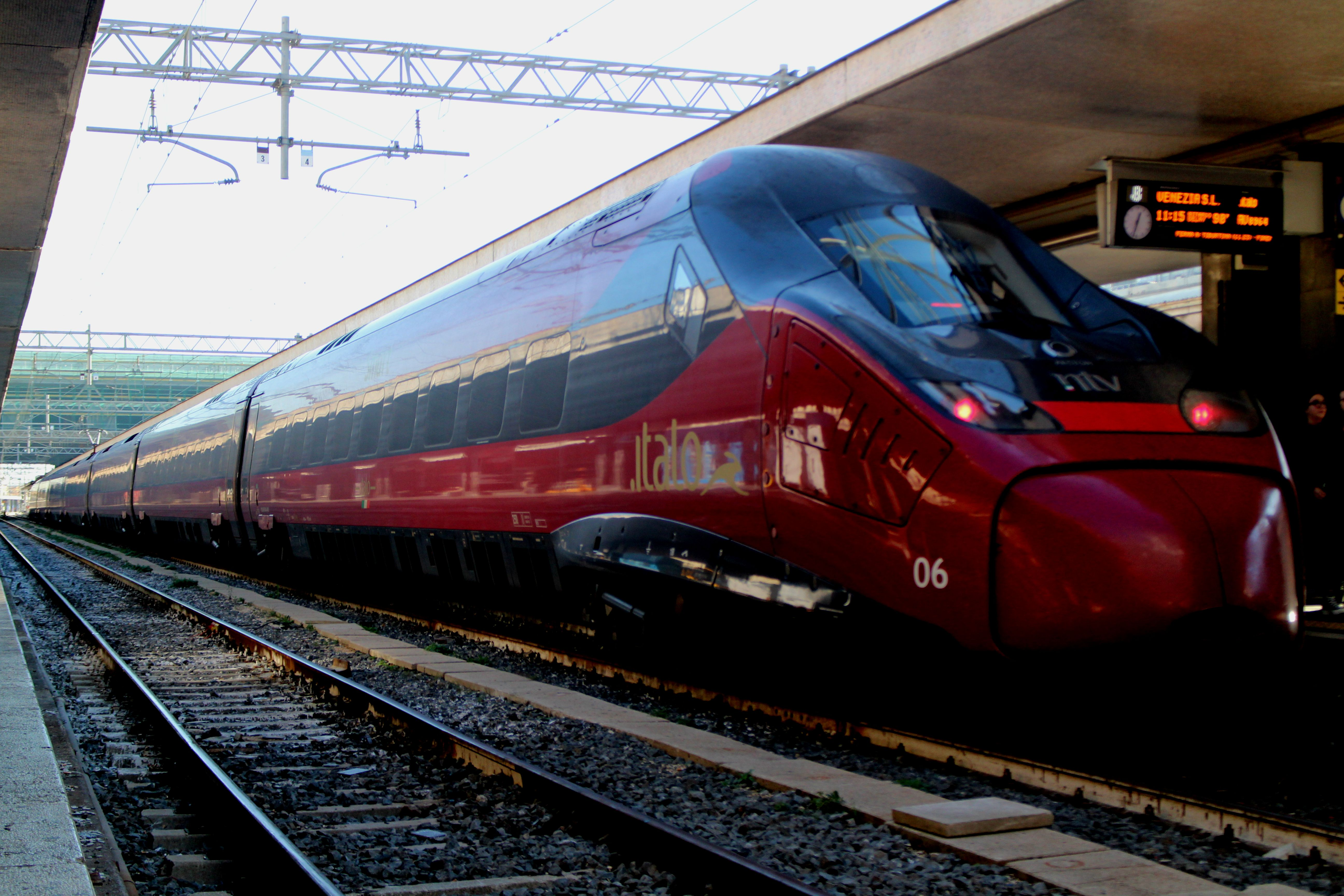